# Pota
|  | Per a altres significats, vegeu «pota (calamar)». |

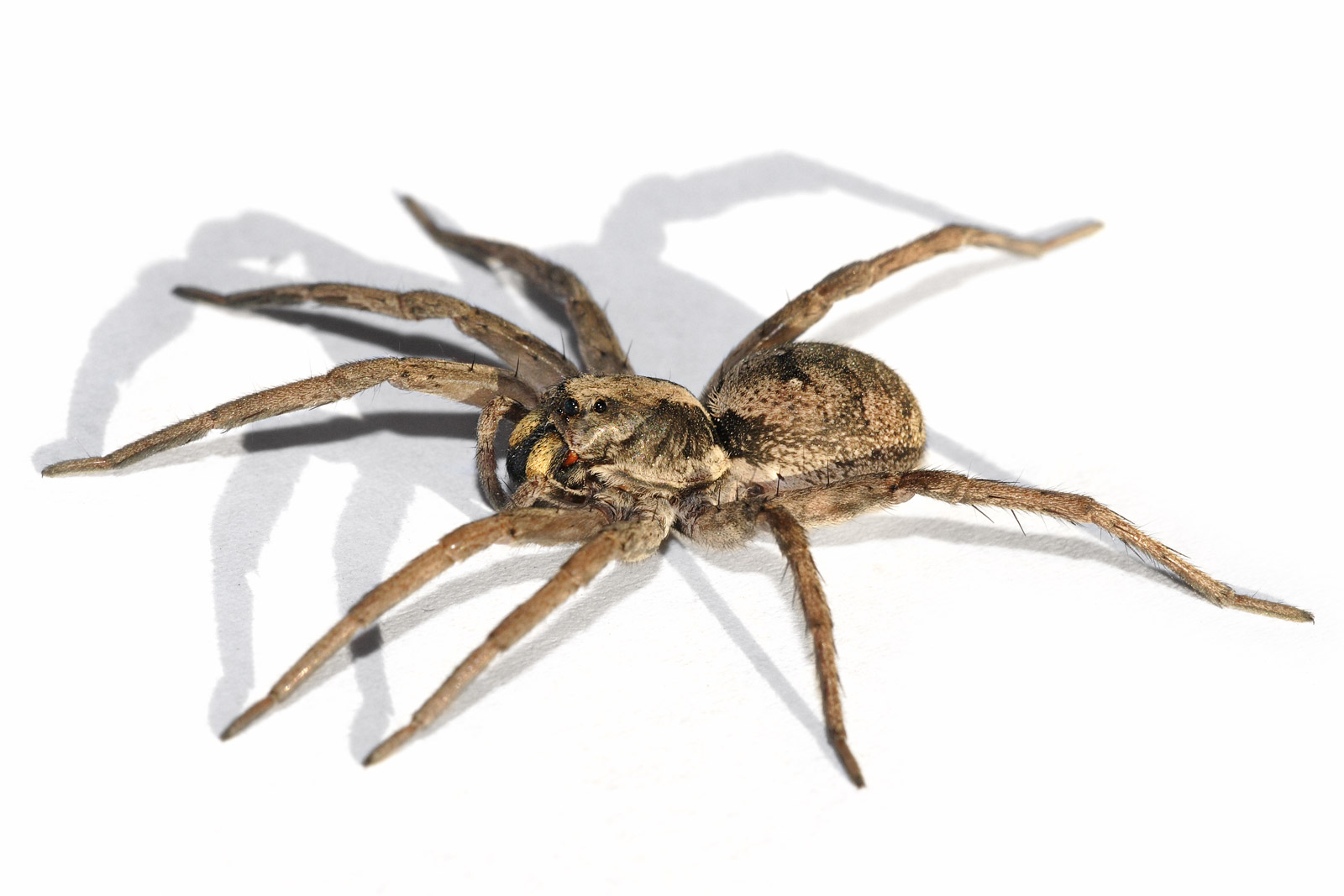
Les aranyes tenen vuit potes

Una pota o, col·loquialment, pata, és un membre del cos humà o animal adaptada a la locomoció terrestre, al sosteniment del tronc de l'animal o en alguns casos la manipulació d'objectes. La majoria d'animals utilitzen les potes per a desplaçar-se, caminant, corrent o grimpant. Alguns animals poden utilitzar les potes davanteres (anomenades braços) per a moure i manipular objectes. Alguns animals també poden usar les potes de darrere pel mateix. Al cos humà, les potes superiors i inferiors s'anomenen braços i cames, respectivament. Les cames i els peus humans estan especialitzats en la locomoció fent servir les dues cames, en canvi la majoria dels altres mamífers caminen i corren fent servir les quatre potes. Els braços humans són més febles, però molt mòbils, permetent un ampli ventall de distàncies i angles, i tenen unes mans especialitzades, capaces d'agafar i manipular objectes amb precisió.